# Machimus polyphemi
Machimus polyphemi är en tvåvingeart som beskrevs av Bullington och Beck 1991. Machimus polyphemi ingår i släktet Machimus och familjen rovflugor. Inga underarter finns listade i Catalogue of Life.